# Helina spinulicosta
Helina spinulicosta är en tvåvingeart som beskrevs av Fritz Isidore van Emden 1948. Helina spinulicosta ingår i släktet Helina och familjen husflugor. Inga underarter finns listade i Catalogue of Life.